# Marius Klumperbeek
Marius Pieter Louis Klumperbeek (7 de agosto de 1938) es un deportista neerlandés que compitió en remo como timonel. Participó en dos Juegos Olímpicos de Verano en los años 1960 y 1964, obteniendo una medalla de bronce en Tokio 1964 en la prueba de cuatro con timonel.

## Palmarés internacional
| Juegos Olímpicos | Juegos Olímpicos | Juegos Olímpicos  | Juegos Olímpicos   |
| Año              | Lugar            | Medalla           | Prueba             |
| ---------------- | ---------------- | ----------------- | ------------------ |
| 1964             | Tokio (Japón)    | Medalla de bronce | Cuatro con timonel |